# Albero di Natale del Rockefeller Center

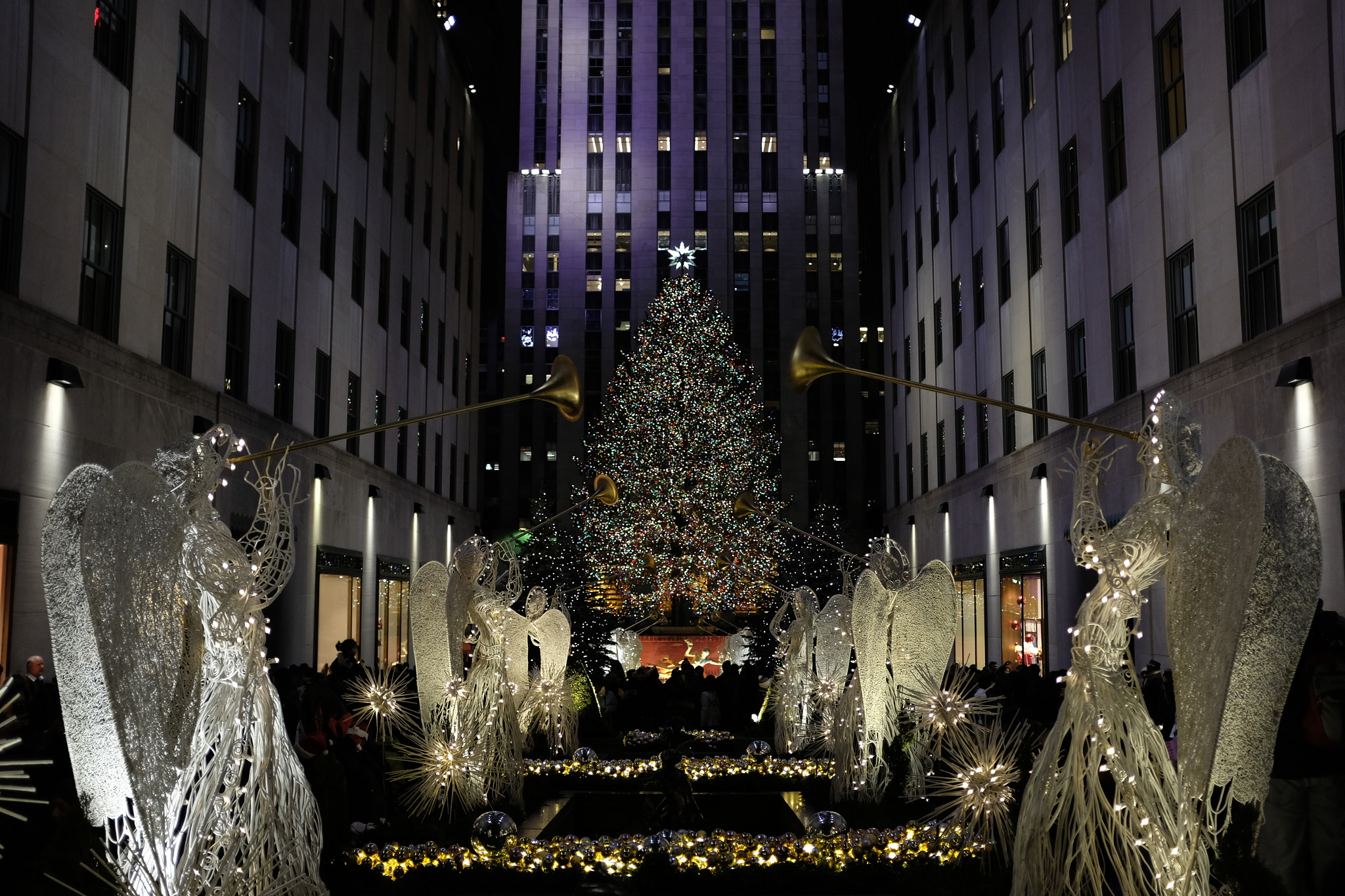
L'albero di Natale del Rockefeller Center

L'albero di Natale del Rockefeller Center (in inglese: Rockefeller Center Christmas Tree) è un grande albero di Natale eretto annualmente dal 1931 nel Rockefeller Center, a Manhattan (New York). Allestito annualmente da fine novembre o inizio dicembre fino alla prima settimana di gennaio, rappresenta a livello mondiale uno dei simboli iconici della stagione natalizia e attira ogni anno circa un milione di visitatori e la cerimonia della sua accensione vede annualmente la partecipazione di numerose star della musica e dello spettacolo.

## Storia
Il primo albero di Natale venne eretto presso il Rockefeller Center, in fase di costruzione a Midtown Manhattan, nel novembre 1931 grazie a una colletta raccolta dai lavoratori di New York come segno di ringraziamento per il fatto di avere un'occupazione durante la Grande depressione. Furono, poi, gli stessi lavoratori a decorare l'albero, dell'altezza di 20 piedi (circa 6 metri), con semplici ghirlande di carta fatte a mano e carta stagnola. 
Nel 1933, venne organizzata per la prima volta, su iniziativa di un giornalista, una cerimonia ufficiale per l'inaugurazione dell'albero, che raggiungeva un'altezza di 50 piedi e venne ornato con 700 luci; tre anni dopo, nel 1936, si assistette all'allestimento di due alberi (anziché uno), che trovarono posto davanti al Rockefeller Plaza Outdoor Ice Skating Pond, di fresca inaugurazione. Nel corso della seconda guerra mondiale, allo scopo di sostenere simbolicamente i soldati statunitensi impegnati al fronte, vennero allestiti al Rockefeller Center tre alberi, ognuno con uno dei tre colori della bandiera degli Stati Uniti, ovvero il blu, il bianco e il rosso; sarebbe, poi, stato in occasione del Natale 2001 che l'albero sarebbe stato nuovamente decorato con i colori della bandiera degli Stati Uniti, in onore delle vittime degli attentati dell'11 settembre.
Nel 1950, l'albero fece la sua prima apparizione televisiva nel programma Howdy Doody, uno dei primi trasmessi negli studi del Rockefeller Center della NBC e, l'anno seguente, l'accensione venne trasmessa per la prima volta in diretta televisiva durante il programma della NBC condotto da Kate Smith The Kate Smith Show. A partire dal 1955, gli operai addetti alla decorazione dell'albero si dotarono per la prima volta di imbracatureː furono impiegati in totale 20 uomini, che lavorarono per 9 giorni.
Nel 1963, venne usato per la prima volta un albero riciclato, donato da un gruppo di boy scout
Negli anni ottanta, l'albero di Natale fu dotato di molte luci, raggiungendo il record di 20.000 luci nel 1986, mentre fu nel 1999 che venne realizzato il più alto di sempre, con un'altezza di 100 piedi.
Nel 2007, vennero utilizzate per la prima volta per l'accensione dell'albero delle luci a LED e l'anno seguente  l'albero fu addobbato con una stella formata da 3 milioni di cristalli Swarovski. Nel 2021, infine, l'albero fu importato per la prima volta dallo stato del Maryland ed è stato usato come location per la serie televisiva Hawkeye.